# Motohiko Nakajima
Motohiko Nakajima (中島 元彦 Nakajima Motohiko?), född 18 april 1999 i Osaka prefektur, är en japansk fotbollsspelare.
Nakajima började sin karriär 2016 i Cerezo Osaka.